# Liste des œuvres d'art de Rouen
 (mars 2022).
Pour un article plus général, voir Liste des œuvres d'art de la Seine-Maritime.
Cet article vise à recenser les œuvres d'art dans l'espace public de Rouen, en France.

## Liste
Les œuvres sont classées par ordre chronologique d'installation, dans la mesure des informations disponibles.

### Sculptures
| Œuvre                                     | Auteur                        | Localisation                                                                                | Notes | Installation | Coordonnées                      | Illustration                          |
| ----------------------------------------- | ----------------------------- | ------------------------------------------------------------------------------------------- | --- | ------------ | -------------------------------- | ------------------------------------- |
| Statue de Pierre Corneille,               | Pierre-Jean David d'Angers    | Devant le théâtre des Arts, à l'intersection de la rue Jeanne-d'Arc et du quai de la Bourse | Représente Pierre Corneille. Érigée à l'extrémité de l'île Lacroix, au pied du pont Pierre-Corneille en 1834. Classée MH (1988).                                                                                   | 1957         | 49° 26′ 21″ nord, 1° 05′ 21″ est | Statue de Pierre Corneille            |
| Statue de François-Adrien Boieldieu       | Jean-Pierre Dantan            | Sur la place du Gaillardbois                                                                | Représente François-Adrien Boieldieu. Érigée à l'extrémité du cours Boieldieu en 1839. | 1961         | 49° 26′ 18″ nord, 1° 05′ 38″ est | Image manquante                       |
| Statue équestre de Napoléon               | Vital Gabriel Dubray          | Sur la place du Général-de-Gaulle                                                           | Inscrite MH (2021) | 1865         | 49° 26′ 36″ nord, 1° 05′ 56″ est | Statue équestre de Napoléon           |
| Statue de Rollon                          | Arsène Letellier              | Dans le jardin de l'Hôtel-de-Ville                                                          | Représente Rollon. | 1865         | 49° 26′ 32″ nord, 1° 06′ 01″ est | Statue de Rollon                      |
| Statue de Nicolas Poussin                 | Ernest-Eugène Hiolle          | À gauche en haut de l'escalier du musée des beaux-arts                                      | Représente Nicolas Poussin. | Vers 1884    | 49° 26′ 41″ nord, 1° 05′ 39″ est | Statue de Nicolas Poussin             |
| Statue de Michel Anguier                  | Joseph Tournois               | À droite en haut de l'escalier du musée des beaux-arts                                      | Représente Michel Anguier. | Vers 1884    | 49° 26′ 41″ nord, 1° 05′ 39″ est | Statue de Michel Anguier              |
| Buste de Guy de Maupassant,               | Robert Busnel                 | Dans le square Verdrel                                                                      | Représente Guy de Maupassant. L'original en bronze réalisé en 1900 par Raoul Verlet est fondu en 1941, dans le cadre de la mobilisation des métaux non ferreux.                                                    | 1944         | 49° 26′ 43″ nord, 1° 05′ 34″ est | Buste de Guy de Maupassant            |
| Monument à Frédéric et Eustache Bérat     | Alphonse Guilloux             | Dans le square Verdrel                                                                      | Représente Frédéric Bérat et Eustache Bérat. | 1905         | à géolocaliser                   | Monument à Frédéric et Eustache Bérat |
| Buste d'Eugène Noël                       | Alphonse Guilloux             | Dans le jardin des plantes                                                                  | Représente Eugène Noël. | 1905         | 49° 25′ 12″ nord, 1° 04′ 40″ est | Buste d'Eugène Noël                   |
| Statue de Gustave Flaubert,               | Léopold Bernstamm             | Sur la place des Carmes                                                                     | Représente Gustave Flaubert. L'originale réalisée en 1907 est érigée rue Thiers, près de l'église Saint-Laurent. Elle est fondue sous le régime de Vichy, dans le cadre de la mobilisation des métaux non ferreux. | 1965         | 49° 26′ 32″ nord, 1° 05′ 46″ est | Statue de Gustave Flaubert            |
| Pierre runique                            | Gerhard Munthe                | Dans le jardin des plantes                                                                  | Offerte par la Norvège. | 1911         | 49° 25′ 15″ nord, 1° 04′ 40″ est | Image manquante                       |
| Grosse pierre de Jelling                  | À déterminer                  | Dans le jardin de l'Hôtel-de-Ville                                                          | Offerte par la fondation Carlsberg du Danemark. L'originale est à Jelling. | 1911         | à géolocaliser                   | Image manquante                       |
| Jeanne au bûcher                          | Maxime Real del Sarte         | À gauche du portail de l'église Sainte-Jeanne-d'Arc, sur la place du Vieux-Marché           | | 1927         | 49° 26′ 35″ nord, 1° 05′ 18″ est | Image manquante                       |
| Buste de Georges Dubosc                   | Ferdinand Berthelot           | Boulevard de la Marne                                                                       | Représente Georges Dubosc. L'original en bronze réalisé en 1928 par Alphonse Guilloux est fondu en 1941 dans le cadre de la mobilisation des métaux non ferreux.                                                   | À déterminer | 49° 26′ 50″ nord, 1° 05′ 33″ est | Buste de Georges Dubosc               |
| Buste d'Émile Verhaeren,                  | Henri Lagriffoul              | Dans le jardin de l'Hôtel-de-Ville                                                          | Représente Émile Verhaeren. L'original en bronze réalisé en 1928 par César Schroevens est fondu sous le régime de Vichy, dans le cadre de la mobilisation des métaux non ferreux.                                  | 1948         | 49° 26′ 32″ nord, 1° 06′ 03″ est | Buste d'Émile Verhaeren               |
| Buste de Jean Revel,                      | Robert Delandre               | Dans le square Verdrel                                                                      | Représente Jean Revel. L'original en bronze de 1928 est fondu sous le régime de Vichy, dans le cadre de la mobilisation des métaux non ferreux.                                                                    | 1953         | 49° 26′ 42″ nord, 1° 05′ 36″ est | Buste de Jean Revel                   |
| Les Affluents de la Seine                 | Georges Saupique              | Rive gauche sur le pont Boieldieu                                                           | | 1957         | 49° 26′ 11″ nord, 1° 05′ 27″ est | Image manquante                       |
| Océan, père de l'aventure                 | Georges Saupique              | Rive gauche sur le pont Boieldieu                                                           | | 1957         | 49° 26′ 12″ nord, 1° 05′ 26″ est | Image manquante                       |
| René-Robert Cavelier de La Salle          | Jean-Marie Baumel             | Rive droite sur le pont Boieldieu                                                           | Représente René-Robert Cavelier de La Salle. | 1957         | 49° 26′ 16″ nord, 1° 05′ 29″ est | Image manquante                       |
| Normands                                  | Jean-Marie Baumel             | Rive droite sur le pont Boieldieu                                                           | | 1957         | 49° 26′ 16″ nord, 1° 05′ 30″ est | Normands                              |
| Jeanne d'Arc à l'étendard                 | René Leleu                    | 7 rue Jeanne-d'Arc                                                                          | Relief sur la façade | 1964         | 49° 26′ 22″ nord, 1° 05′ 19″ est | Image manquante                       |
| Voile                                     | Jean-Yves Lechevallier        | Sur l'île Lacroix                                                                           | | 1966         | 49° 25′ 58″ nord, 1° 06′ 06″ est | Image manquante                       |
| Migrations                                | Georges Schneider             | Dans le jardin des plantes                                                                  | | 1970         | 49° 25′ 14″ nord, 1° 04′ 40″ est | Image manquante                       |
| Buste de Jacques-Guillaume Thouret,       | Jean-Marc de Pas              | Dans une niche sur la façade de l'ancien hôtel de ville, au 1 rue Thouret                   | Représente Jacques-Guillaume Thouret. L'original réalisé par Alphonse Guilloux en 1889 est fondu sous le régime de Vichy, dans le cadre de la mobilisation des métaux non ferreux.                                 | 1989         | 49° 26′ 29″ nord, 1° 05′ 31″ est | Buste de Jacques-Guillaume Thouret    |
| Monument à Charles de Gaulle              | Josette Hébert-Coëffin        | Sur la place du Général-de-Gaulle                                                           | | 1990         | 49° 26′ 37″ nord, 1° 05′ 58″ est | Image manquante                       |
| Buste de Claude Monet                     | Philippe Garel                | Sur la place Saint-Amand                                                                    | Représente Claude Monet. | 1990         | 49° 26′ 30″ nord, 1° 05′ 51″ est | Buste de Claude Monet                 |
| Violoncelliste                            | Jean-Marc de Pas              | Dans le square des Muses, à la Grand'Mare                                                   | | 1993         | à géolocaliser                   | Image manquante                       |
| Notes de musique                          | Jean-Marc de Pas              | Dans le square du Musicien, à la Grand'Mare                                                 | | 1993         | à géolocaliser                   | Image manquante                       |
| Euterpe et Polymnie                       | À déterminer                  | Dans le square des Muses, à la Grand'Mare                                                   | Représente Euterpe et Polymnie. | 1993         | à géolocaliser                   | Image manquante                       |
| 25.11                                     | François Perrodin             | Rue Jeanne-d'Arc, tramway (station Théâtre des Arts)                                        | | 1994         | 49° 26′ 23″ nord, 1° 05′ 20″ est | Image manquante                       |
| Les Angéliques                            | Denis Godefroy                | Tramway (station théâtre des Arts)                                                          | | 1994         | 49° 26′ 24″ nord, 1° 05′ 22″ est | Image manquante                       |
| Cygnes dansant en mon absence             | Brian Coleman                 | Tramway (station Gare-Rue Verte)                                                            | | 1994         | 49° 26′ 36″ nord, 1° 06′ 02″ est | Image manquante                       |
| De rouge à bleu                           | Keith Sonnier                 | Tramway (station Joffre-Mutualité)                                                          | | 1994         | 49° 26′ 07″ nord, 1° 05′ 12″ est | Image manquante                       |
| Vis-à-Vis                                 | Véronique Joumard             | Tramway (station Europe)                                                                    | | 1994         | 49° 26′ 34″ nord, 1° 06′ 01″ est | Image manquante                       |
| La Voie du ciel                           | Information Fiction Publicité | Tramway (station Beauvoisine)                                                               | | 1994         | 49° 26′ 37″ nord, 1° 06′ 01″ est | Image manquante                       |
| Balzac                                    | Jean-Marc de Pas              | Tramway (station Honoré de Balzac)                                                          | | 1995         | 49° 25′ 34″ nord, 1° 05′ 14″ est | Image manquante                       |
| Colonne de verre                          | Florian Lechner               | Tramway (station Gare-Rue Verte)                                                            | | 1995         | 49° 26′ 55″ nord, 1° 05′ 39″ est | Image manquante                       |
| Wagner sur le toit                        | Jean-Pierre Bourquin          | Tramway (station Théâtre des Arts)                                                          | | 1995         | 49° 26′ 36″ nord, 1° 06′ 01″ est | Image manquante                       |
| Buste de Jean de Béthencourt              | Jean-Marc de Pas              | Sur le pont Boieldieu                                                                       | Représente Jean de Béthencourt. | 2007         | 49° 26′ 13″ nord, 1° 05′ 28″ est | Buste de Jean de Béthencourt          |
| Buste de Jacques Cartier                  | Jean-Marc de Pas              | Sur le pont Boieldieu                                                                       | Représente Jacques Cartier. | 2007         | 49° 26′ 15″ nord, 1° 05′ 29″ est | Image manquante                       |
| Buste de René-Robert Cavelier de La Salle | Jean-Marc de Pas              | Sur le pont Boieldieu                                                                       | Représente René-Robert Cavelier de La Salle. | 2007         | 49° 26′ 14″ nord, 1° 05′ 28″ est | Image manquante                       |
| Buste de Christophe Colomb                | Jean-Marc de Pas              | Sur le pont Boieldieu                                                                       | Représente Christophe Colomb. | 2007         | 49° 26′ 13″ nord, 1° 05′ 27″ est | Image manquante                       |
| Buste de James Cook                       | Jean-Marc de Pas              | Sur le pont Boieldieu                                                                       | Représente James Cook. | 2007         | 49° 26′ 15″ nord, 1° 05′ 29″ est | Buste de James Cook                   |
| Buste de Vasco de Gama                    | Jean-Marc de Pas              | Sur le pont Boieldieu                                                                       | Représente Vasco de Gama. | 2007         | 49° 26′ 12″ nord, 1° 05′ 27″ est | Image manquante                       |
| Buste de Fernand de Magellan              | Jean-Marc de Pas              | Sur le pont Boieldieu                                                                       | Représente Fernand de Magellan. | 2007         | 49° 26′ 14″ nord, 1° 05′ 28″ est | Buste de Fernand de Magellan          |
| Buste de Jean-François de La Pérouse      | Jean-Marc de Pas              | Sur le pont Boieldieu                                                                       | Représente Jean-François de La Pérouse. | 2007         | 49° 26′ 16″ nord, 1° 05′ 29″ est | Image manquante                       |
| Buste de Marco Polo                       | Jean-Marc de Pas              | Sur le pont Boieldieu                                                                       | Représente Marco Polo. | 2007         | 49° 26′ 12″ nord, 1° 05′ 27″ est | Image manquante                       |
| Buste d'Amerigo Vespucci                  | Jean-Marc de Pas              | Sur le pont Boieldieu                                                                       | Représente Amerigo Vespucci. | 2007         | 49° 26′ 15″ nord, 1° 05′ 28″ est | Buste d'Amerigo Vespucci              |

### Fontaines
| Œuvre                                | Auteur                                 | Localisation | Notes                                                                                             | Installation | Coordonnées                      | Illustration                         |
| ------------------------------------ | -------------------------------------- | --- | ------------------------------------------------------------------------------------------------- | ------------ | -------------------------------- | ------------------------------------ |
| Au bout de l'errance                 | Dominique Denry                        | Sur la place du 19-Avril-1944                                                                                           |                                                                                                   | 1995         | 49° 26′ 36″ nord, 1° 05′ 38″ est | Au bout de l'errance                 |
| Fontaine des Augustins               | À déterminer                           | Dans le square Guillaume-Lion                                                                                           | Déplacée en 1955.                                                                                 | 1749         | 49° 26′ 14″ nord, 1° 05′ 55″ est | Fontaine des Augustins               |
| Fontaine Bouilhet                    | À déterminer                           | Intersection de la rue Jacques-Villon et de la rue Jean-Lecanuet                                                        |                                                                                                   | À déterminer | 49° 26′ 39″ nord, 1° 05′ 41″ est | Fontaine Bouilhet                    |
| Croix de Pierre                      | À déterminer                           | Sur la place de la Croix-de-Pierre                                                                                      |                                                                                                   | À déterminer | 49° 26′ 33″ nord, 1° 06′ 23″ est | Croix de Pierre                      |
| Fontaine de la Crosse                | Arsène Jouan                           | Rue de l'Hôpital |                                                                                                   | 1861         | 49° 26′ 35″ nord, 1° 05′ 44″ est | Fontaine de la Crosse                |
| L'Enlèvement de Déjanire             | Alexandre Schoenewerk                  | Dans le jardin Saint-Ouen, renommé jardin de l'Hôtel-de-Ville par la suite                                              |                                                                                                   | 1877         | 49° 26′ 35″ nord, 1° 06′ 03″ est | L'Enlèvement de Déjanire             |
| Fontaine Fleur d'eau                 | Jean-Yves Lechevallier                 | Sur le quai du Havre |                                                                                                   | 1975         | 49° 26′ 24″ nord, 1° 05′ 09″ est | Fontaine Fleur d'eau                 |
| Fontaine du Gros-Horloge             | Jean-Pierre Defrance                   | À déterminer |                                                                                                   | À déterminer | 49° 26′ 30″ nord, 1° 05′ 28″ est | Fontaine du Gros-Horloge             |
| Fontaine Jean-Baptiste de La Salle   | Édouard Deperthes, Alexandre Falguière | Sur la place Saint-Clément                                                                                              |                                                                                                   | À déterminer | 49° 25′ 38″ nord, 1° 04′ 39″ est | Fontaine Jean-Baptiste de La Salle   |
| Fontaine du Marché-Neuf              | À déterminer                           | Dans le jardin du musée des Antiquités                                                                                  | Érigée devant le palais de Justice, détruite en grande partie en 1881 et déplacée dans le jardin. | 1761         | 49° 26′ 49″ nord, 1° 06′ 01″ est | Fontaine du Marché-Neuf              |
| Fontaine Sainte-Croix-des-Pelletiers | À déterminer                           | Rue Sainte-Croix-des-Pelletiers                                                                                         | Inscrite MH (1943)                                                                                | À déterminer | 49° 26′ 38″ nord, 1° 05′ 23″ est | Fontaine Sainte-Croix-des-Pelletiers |
| Fontaine Sainte-Marie                | Édouard Deperthes, Alexandre Falguière | À déterminer |                                                                                                   | À déterminer | 49° 26′ 50″ nord, 1° 06′ 02″ est | Fontaine Sainte-Marie                |
| Fontaine Saint-Maclou                | À déterminer                           | Contre le portail occidental de l'église Saint-Maclou, à l'intersection de la rue de Martainville et de la rue Damiette |                                                                                                   | 1517         | 49° 26′ 24″ nord, 1° 05′ 53″ est | Fontaine Saint-Maclou                |
| Fontaine Saint-Romain                | À déterminer                           | Contre le mur du portail des libraires de la cathédrale, rue Saint-Romain                                               |                                                                                                   | 1743         | 49° 26′ 27″ nord, 1° 05′ 43″ est | Fontaine Saint-Romain                |
| Fontaine Saint-Vivien                | À déterminer                           | Sur la façade nord de l'église Saint-Vivien, rue Saint-Vivien                                                           |                                                                                                   | vers 1530    | 49° 26′ 32″ nord, 1° 06′ 13″ est | Fontaine Saint-Vivien                |

### Monuments aux morts
| Œuvre                                       | Auteur                               | Localisation               | Notes                                                                                           | Installation | Coordonnées                      | Illustration            |
| ------------------------------------------- | ------------------------------------ | -------------------------- | ----------------------------------------------------------------------------------------------- | ------------ | -------------------------------- | ----------------------- |
| Monument de la Victoire                     | Maxime Real del Sarte                | Sur la place Carnot        | Érigé sur la place du Maréchal-Foch, devant le palais de justice. Inauguré le 15 novembre 1925. | 1995         | 49° 26′ 01″ nord, 1° 05′ 29″ est | Monument de la Victoire |
| Monument aux forains morts pour la patrie   | Jean Dahmen et Maxime Real del Sarte | Sur la place du Boulingrin |                                                                                                 | 1931         | 49° 26′ 47″ nord, 1° 06′ 27″ est | Image manquante         |
| Monument aux morts de la guerre d'Indochine | À déterminer                         | Sur la place Carnot        |                                                                                                 | À déterminer | 49° 26′ 01″ nord, 1° 05′ 30″ est | Image manquante         |

### Œuvres disparues ou retirées
| Œuvre                                | Auteur                    | Localisation                              | Notes | Installation | Coordonnées                      | Illustration                                                                     |
| ------------------------------------ | ------------------------- | ----------------------------------------- | --- | ------------ | -------------------------------- | -------------------------------------------------------------------------------- |
| Fontaine de Lisieux                  | À déterminer              | Rue de la Savonnerie                      | Détruite par les bombardements de 1944. | 1518         | à géolocaliser                   | Fontaine de Lisieux« Fontaine Lisieux à Rouen », sur À nos grands hommes         |
| Fontaine Jeanne d'Arc                | Paul-Ambroise Slodtz      | Sur la place de la Pucelle                | Également appelée fontaine de la Pucelle. Détruite par le bombardement du 2 juin 1944. | 1755         | à géolocaliser                   | Fontaine Jeanne d'Arc« Fontaine de la Pucelle à Rouen », sur À nos grands hommes |
| La dernière goutte du moissonneur    | Aimé-Napoléon Perrey      | Dans le jardin de l'Hôtel-de-Ville        | Fondue sous le régime de Vichy, dans le cadre de la mobilisation des métaux non ferreux. Le piédestal est resté vide.                                                                          | 1875         | à géolocaliser                   | Image manquante                                                                  |
| Statue de Sarpédon bandant son arc,  | Henri Peinte              | Dans le jardin des plantes                | Représentait Sarpédon. Fondue sous le régime de Vichy, dans le cadre de la mobilisation des métaux non ferreux.                                                                                | 1879         | à géolocaliser                   | Image manquante                                                                  |
| Buste de Louis Brune,                | François-Alexandre Devaux | Sur le quai du Havre                      | Représentait Louis Brune. Fondu sous le régime de Vichy, dans le cadre de la mobilisation des métaux non ferreux.                                                                              | 1887         | à géolocaliser                   | Image manquante                                                                  |
| Monument à Augustin Pouyer-Quertier, | Alphonse Guilloux         | Sur la place Cauchoise                    | Représentait Augustin Pouyer-Quertier. Fondu sous le régime de Vichy, dans le cadre de la mobilisation des métaux non ferreux.                                                                 | 1894         | 49° 26′ 45″ nord, 1° 05′ 11″ est | Monument à Augustin Pouyer-Quertier                                              |
| Statue d'Armand Carrel,              | Louis Albert-Lefeuvre     | Sur la place du 39e régiment d'infanterie | Représentait Armand Carrel. Érigé en 1887 à l'intersection de la rue Verte et de la rue Jeanne-d'Arc. Fondue sous le régime de Vichy, dans le cadre de la mobilisation des métaux non ferreux. | 1926         | à géolocaliser                   | Image manquante                                                                  |
| Fontaine Saint-Vincent               | À déterminer              | À déterminer                              | | À déterminer | à géolocaliser                   | Fontaine Saint-Vincent                                                           |